# هوراس كابرون
هوراس كابرون (بالإنجليزية: Horace Capron)‏ هو ضابط وشخصية أعمال أمريكي، ولد في 31 أغسطس 1804 في أتلبورو في الولايات المتحدة، وتوفي في 22 فبراير 1885 في واشنطن العاصمة في الولايات المتحدة بسبب سكتة.